# Valeur sélective inclusive
En biologie évolutive et en psychologie évolutionniste, la valeur sélective inclusive (inclusive fitness en anglais) est la somme des valeurs sélectives classiques d'un organisme (le nombre de ses propres enfants qu'elle prend en charge et le nombre d'équivalents de ses propres enfants pris en charge, que l'on va considérer comme vivant dans la population par son soutien).
Ce modèle est plus généralisé que la sélection de parentèle stricte, qui exige que les gènes partagés soient identiques par descendance. Effectivement, il n'est pas limité aux seuls cas où les parents sont impliqués.
La notion de valeur sélective inclusive comptabilise dans le succès adaptatif non seulement les descendants directs d'un individu (valeur sélective classique) mais aussi sa parentèle en proportion de son degré de parenté génétique. Cette notion permet de rendre compte du maintien à long terme de comportements altruistes qui, bien que nuisant à l'individu, favorisent la survie de la parentèle. L'idée de prendre ainsi le « point de vue » du gène et non celui de l'individu est due à W. D. Hamilton qui, en 1964, a donné la démonstration mathématique que de tels comportements pouvaient être évolutivement stables dans la mesure où un individu partage un certain nombre de gènes en commun avec sa parentèle, un gène peut augmenter son succès évolutionnaire en favorisant la survie et la reproduction des individus qui en sont aussi porteurs.
Le comportement altruiste des écureuils terrestres de Belding (Urocitellus beldingi) s'interprète ainsi avec le concept de valeur sélective inclusive : Dans un groupe de ces animaux, on peut voir un individu lancer un signal d'alarme pour avertir ses congénères de la présence d'un prédateur. En émettant l'alarme, cet individu indique son propre emplacement au prédateur, se mettant de fait en danger. En termes de la valeur sélective classique, ce comportement paraît aberrant : l'individu diminue ses chances de survie. Cependant, lorsqu'il avertit les membres de son groupe, il protège aussi ceux qui ont un lien de parenté avec lui (parents, enfants, etc.). Ainsi en adoptant ce comportement d'alerte, l'écureuil diminue ses chances de survie individuelle mais il augmente la probabilité de survie des copies partielles de son génome répandues dans la population de sa parentèle; ce qui explique que le (ou les) gène(s) prédisposant à ce comportement d'alarme, néfaste pour l'individu, soit conservé car il est bénéfique pour toutes les copies du gène portées par les membres du groupe qui peuvent ainsi se protéger plus efficacement contre le prédateur.
La valeur sélective inclusive est par ailleurs un concept central en biosociologie ou sociobiologie, où elle désigne le processus d'adaptation biologique d'un individu à un groupe - autrement dit, cet 'inclusive fitness' expliquerait le fondement biologique du comportement social.

## Ouvrages de référence
- Campbell, N., Reece, J., et al. 2002. Biology. 6th ed. San Francisco, California. pp. 1145-1148.
- Rheingold, Howard, “Technologies of cooperation” in Smart Mobs. Cambridge, MA : Perseus Publishing, 2002 (Ch. 2:pp 29-61)
- Dawkins, Richard C. 1976 The Selfish Gene, Oxford University Press  (Discussion of carers and bearers in relation to inclusive and personal  fitnesses, and the bugbear of parental investment as part of inclusive  fitness occurs herein)
- Hamilton, W. D. 1964 The Genetical Evolution of Social Behaviour  I and II, J. Theor. Biol. v7, pp 1-16, and 17-52
- Hamilton, W. D. 1975, Innate Social Aptitudes of Man: an Approach  from Evolutionary Genetics, in Robin Fox (ed.), Biosocial Anthropology, Malaby Press, London, 133-153 (IF including altruism to fellow altruists among  strangers discussed herein)
- Hamilton, W. D. Narrow Roads of Geneland I and II, 1995 Freeman I  2001 Oxford Press II (biography of WDH and anthology of his writings)
- Orlove, M. J. 1975 A Model of Kin Selection not Invoking Coefficients  of Relationship J. Theor. Biol. v49 pp289-310 (Isomorphism between  Karma and Kin Theories discussed herein)
- Orlove, M. J. 1979 A Reconciliation of Inclusive Fitness and Personal  Fitness Approaches: a Proposed Correcting Term for the Inclusive Fitness  Formula, J. Theor. Biol. v81 pp577-586 (Karma-Theory/Kin-Theory equivalence  moves from conjecture to theorem status here)
- Trivers, R. L. 1971 The Evolution of Reciprocal Altruism, Quarterly  Review of Biology 46: 35-57
- Trivers, R. L. 1972 Parental Investment and Sexual Selection in B. Campbell (ed.), Sexual Selection and the Descent of Man, 1871-1971  (pp. 136-179) Chicago, Il: Aldine
- Trivers, R. L. 1974 Parent/Offspring Conflict, Am. Zool., 14 249-264 (Bigtime importance of If in understanding intra-family  conflict)
- Sherman, P.W. 2001. “Squirrels” (pp. 598-609, with L. Wauters) and “The Role of Kinship” (pp. 610-611) in Encyclopedia of Mammals, D.W. Macdonald (Ed.). Andromeda, UK.

## Sources
1. ↑  Définition et explication de la valeur sélective inclusive sur Personality Reesarch.org
2. ↑  (en) « The genetical evolution of social behaviour. I », Journal of Theoretical Biology, vol. 7, no 1,‎ 1er juillet 1964, p. 1–16 (ISSN 0022-5193, DOI 10.1016/0022-5193(64)90038-4, lire en ligne, consulté le 29 septembre 2021).
3. ↑  Spermophile
4. ↑  L'empire des gênes Histoire de la sociobiologie par Jacques G. Ruelland